# Luigi Cambiaso
Pour les articles homonymes, voir Cambiaso.
Luigi Cambiaso est un gymnaste artistique italien né le 29 janvier 1895 à Rivarolo et mort le 25 mars 1975 à Gênes. 

## Biographie
Luigi Cambiaso remporte avec l'équipe d'Italie de gymnastique la médaille d'or au concours général par équipes aux Jeux olympiques d'été de 1920 à Anvers. Il participe ensuite à toutes les épreuves de gymnastique aux Jeux olympiques d'été de 1924 à Paris, décrochant un nouveau titre olympique au concours général par équipes.